# Colombelles
Colombelles – miejscowość i gmina we Francji, w regionie Normandia, w departamencie Calvados.
Według danych na rok 1990 gminę zamieszkiwało 5695 osób, a gęstość zaludnienia wynosiła 798 osób/km² (wśród 1815 gmin Dolnej Normandii Colombelles plasuje się na 27. miejscu pod względem liczby ludności, natomiast pod względem powierzchni na miejscu 707.).
W miejscowości znajduje się Biscuiterie Jeannette 1850, wytwórnia tradycyjnych francuskich ciastek, w tym magdalenek.

## Religia
- Cerkiew św. Sergiusza z Radoneża w Colombelles